# Halitosi
L'halitosi és un símptoma o signe caracteritzat per mal alè o olor desagradable l'alè. En la seva versió crònica és provocada per alguns bacteris que afecta el 25% de la població. També s'associa amb depressió i símptomes del trastorn obsessivocompulsiu.
Les preocupacions del mal alè es poden dividir en casos genuïns i no genuïns. Dels que tenen mal alè genuí, al voltant del 85% dels casos provenen de l'interior de la boca. Es creu que la resta de casos són a causa de trastorns al nas, sins, gola, pulmons, esòfag o estómac. Rarament, el mal alè pot ser degut a una afecció mèdica subjacent com ara insuficiència hepàtica o cetoacidosi. Els casos no genuïns es produeixen quan algú es queixa de tenir mal alè, però altres persones no poden detectar-lo. S'estima que representa entre el 5% i el 72% dels casos.
El tractament depèn de la causa subjacent. Els esforços inicials poden incloure neteja de la llengua, esbandida bucal i seda dental. L'evidència provisional avala l'ús de col·lutori que contingui clorhexidina o clorur de cetilpiridini. Tot i que hi ha proves provisionals dels beneficis de l'ús d'un netejador de llengua, és insuficient per treure conclusions clares. El tractament de malalties subjacents com la malaltia de les genives, la càries, el casi amigdalí o la malaltia per reflux gastroesofàgic poden ajudar. L'assessorament pot ser útil en aquells que creuen falsament que tenen mal alè.
Les taxes estimades de mal alè varien entre el 6% i el 50% de la població. La preocupació pel mal alè és la tercera raó més comuna per la qual la gent busca atenció dental, després de les càries i les malalties de les genives. Es creu que és més comú a mesura que la gent envelleix. El mal alè es veu com un tabú social i els afectats poden ser estigmatitzats. La gent dels Estats Units gasta més de 1.000 milions de dòlars anuals en col·lutoris per tractar-lo.

## Etiologia
Les causes de l'halitosi poden ser múltiples, des d'escassa higiene bucal, fins a malalties tan greus com el càncer de pulmó, passant per la gastritis crònica, encara que la gran majoria tenen l'origen en la pròpia boca.
La mala olor de la boca es produeix per descomposició bacteriana, de restes d'aliments entre les dents, de la saliva, de cèl·lules de la mucosa oral o de la sang, que produeix substàncies volàtils com àcids grassos simples com l'àcid butíric, l'àcid propiònic, l'àcid valèric i components de sulfurats derivats d'alguna proteïna com la putrescina i cadaverina. A causa d'aquesta producció de substàncies, més del 85-90% de les halitosi tenen el seu origen en la cavitat oral i quan no hi ha patologia, sol ser per higiene bucal escassa.

## Tractament
En clínica s'observa freqüentment que una de les causes més comunes d'halitosi és la gastritis crònica. El tractament corresponent alleuja o cura aquest símptoma.
El tractament de l'halitosi no resultant d'altres patologies anteriorment esmentades té diferents fases consecutives com:
- Anar a un odontòleg que explori la cavitat oral, totes les peces dentàries i les genives. És possible que aconselli una tartrectomia per eliminar el tosca i la placa bacteriana i tracti les peces dentals amb càries o extraient peces en molt mal estat.[1]
- Ús de seda dental: per eliminar les restes de menjar incrustats entre les dents. Ha de realitzar després dels àpats i abans del raspallat dental.
- Raspallat dental, com a mínim tres vegades al dia o després de cada àpat principal i sobretot mai oblidar abans d'anar a dormir a la nit. El raspallat de les dents s'ha de fer en totes les seves cares i també ha d'incloure el dors de la llengua. Es recomana un raspall dental suau si sagnen les genives i una pasta de dents que tingui un alt contingut en fluor.
- Col·lutori bucal (especialment els que contenen agents antisèptics) després del raspallat o entre raspallats. La seva eficàcia és transitòria i no haurien de substituir el raspallat dental sinó complementar-lo.
- Mastegar xiclet sense sucre: és un altre remei contra l'halitosi entre els àpats o entre raspallats de dents, ja que s'augmenta la producció de saliva. Tampoc ha de substituir el raspallat dental. Els xiclets amb xilitol, a més, tenen un efecte bacteriostàtic a causa de la neutralització dels àcids i eviten la formació de placa dental.
- Ingesta abundant d'aigua: es recomana beure entre un i dos litres d'aigua al dia per afavorir la producció de saliva.
- Evitar el tabac, alcohol, cafè i aliments d'intens sabor o olor com l'all, que potencien l'halitosi.

· Si tots els passos anteriors no són capaços per si mateixos de solucionar l'halitosi s'ha d'acudir a un odontòleg especialista que el portarà a terme un tractament específic contra l'halitosi.

## Epidemiologia
Té una gran prevalença en la població general, ja que s'estima que més del 50% de les persones la pateixen en algun moment (no crònica). Gairebé tot el món presenta halitosi al despertar al matí, després de diverses hores de son nocturn, quan les estructures de la boca han estat en repòs i la producció de saliva ha estat molt escassa.
La majoria de la població mundial que pateix halitosi són persones que superen els 50 anys.